# ハーレー対ボストンのアイルランド系アメリカ人ゲイ、レズビアンとバイセクシュアルグループ事件
ハーレー対ボストンのアイルランド系アメリカ人ゲイ、レズビアンとバイセクシュアルグループ事件（ハーレーたいボストンのアイルランドけいアメリカじんゲイレズビアンとバイセクシュアルグループじけん、Hurley v. Irish American Gay, Lesbian, and Bisexual Group of Boston）515 U.S. 557 (1995)は、公衆に対しどのようなメッセージを発信するかを活動の主体が決める権利という表現の自由の権利に関する、アメリカ合衆国最高裁判所のランドマーク的な判決。民間団体は、認可を得て公共デモを計画していたとしても、団体が発信することとは逆のメッセージを発信する集団をデモから除外することが認められると最高裁は判決した。たとえ差別を防止することが理由だったしても、州は公共デモを主催する民間人に対し、民間人にとって望ましくないメッセージを発信する集団をデモに加えるよう強制することはできないと最高裁は判示した。

## 背景
1901年から1947年にかけて、マサチューセッツ州ボストンは、聖パトリックの祝日と1776年の3月17日頃にイギリス軍が市から撤退したことを記念する撤収の日の祝賀会を後援していた。1947年の後、市長のジェームズ・マイケル・カーリーは、サウスボストン退役軍人評議会に祝賀パレードを主催する権限を与えた。
1992年、ボストンのアイルランド系アメリカ人ゲイ、レズビアンとバイセクシュアルグループ（GLIB）は、他の団体と同じようにパレードに参加する許可を求めた。GLIBはゲイ、レズビアン、バイセクシュアルの人物が会員であり、会員たちは自身の性的指向とアイルランドのルーツの両方に対して誇りを抱いていると述べていた。3月1日、評議会はGLIBのパレード参加を認めなかった。